# Coleeae
Coleeae Boj., 1837 è una tribù di piante spermatofite dicotiledoni appartenenti alla famiglia Bignoniaceae (ordine Lamiales).

## Etimologia
Il nome della tribù deriva dal suo genere più importante Colea Bojer ex Meisn. il cui nome è stato dato in ricordo del generale Sir Lowrey Cole (1772–1842), governatore delle isole Mauritius. Il nome scientifico della tribù è stato definito dal botanico e naturalista boemo Wenceslaus Bojer  (1797-1856)  in una pubblicazione del 1837.

## Descrizione

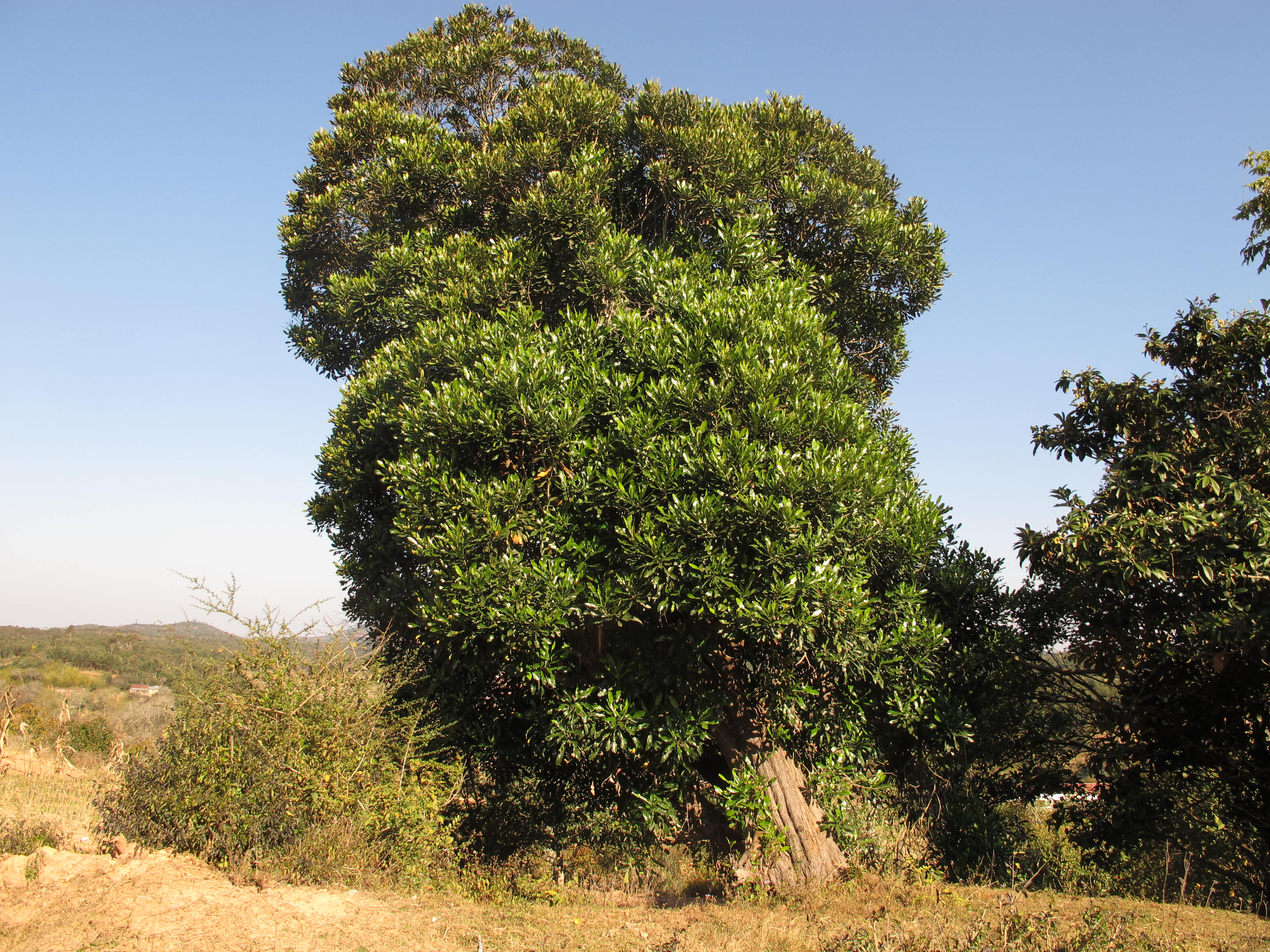
Il portamento
Phyllarthron madagascariensis

Le specie di questa tribù sono alberi o arbusti (anche spinosi) con ghiandole tra picciolo e picciolo; sono presenti anche specie pachicauli. Le protuberanze sui cauli (presenti in altre specie della famiglia) qui sono assenti, mentre possono essere presenti delle pseudostipole. Sono presenti anche iridoidi e glicosidi fenolici.

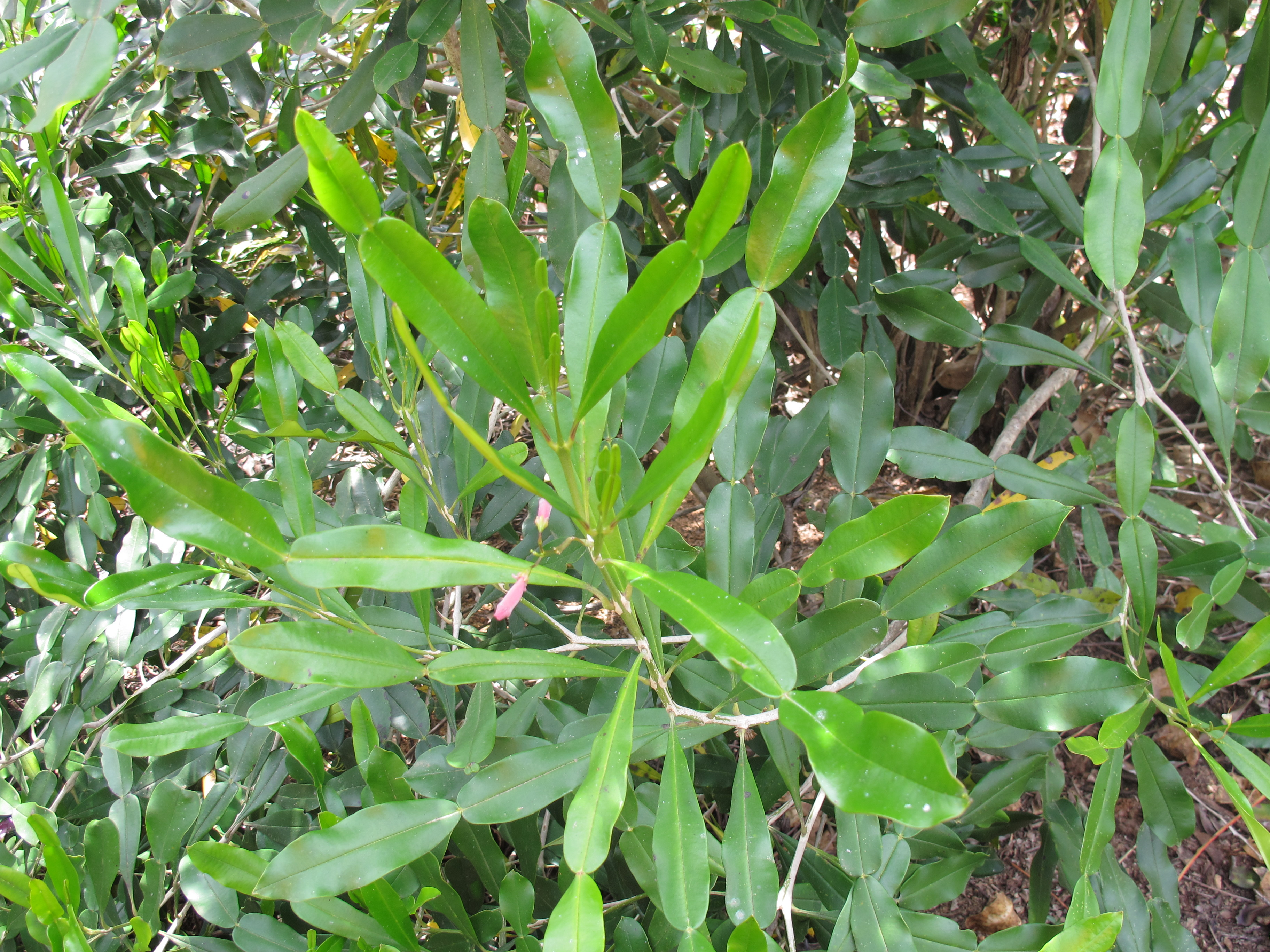
Le foglie articolate
Phyllarthron madagascariensis

- Le foglie lungo il caule in genere sono a disposizione verticillata oppure opposta con lamina semplice oppure di tipo pennato (paripennato o imparipennato) oppure di tipo articolato (una o più foglioline allineate sullo stesso rachide).

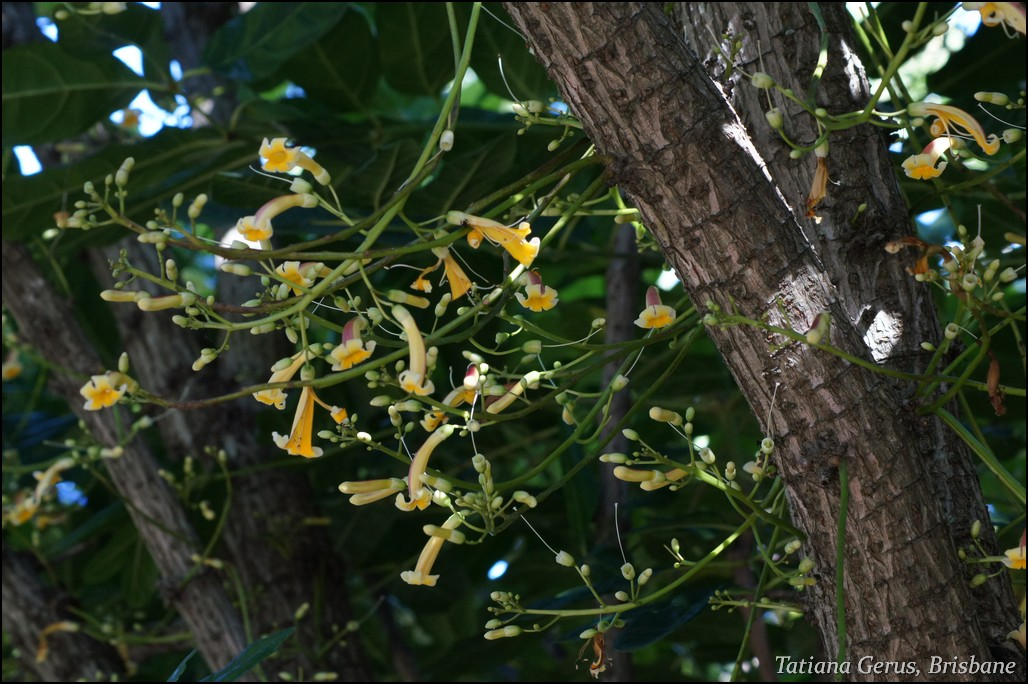
Infiorescenze
Colea seychellarum

- Le infiorescenze sono costituite da pochi fiori in strutture tipo tirso sia ascellari che terminali.

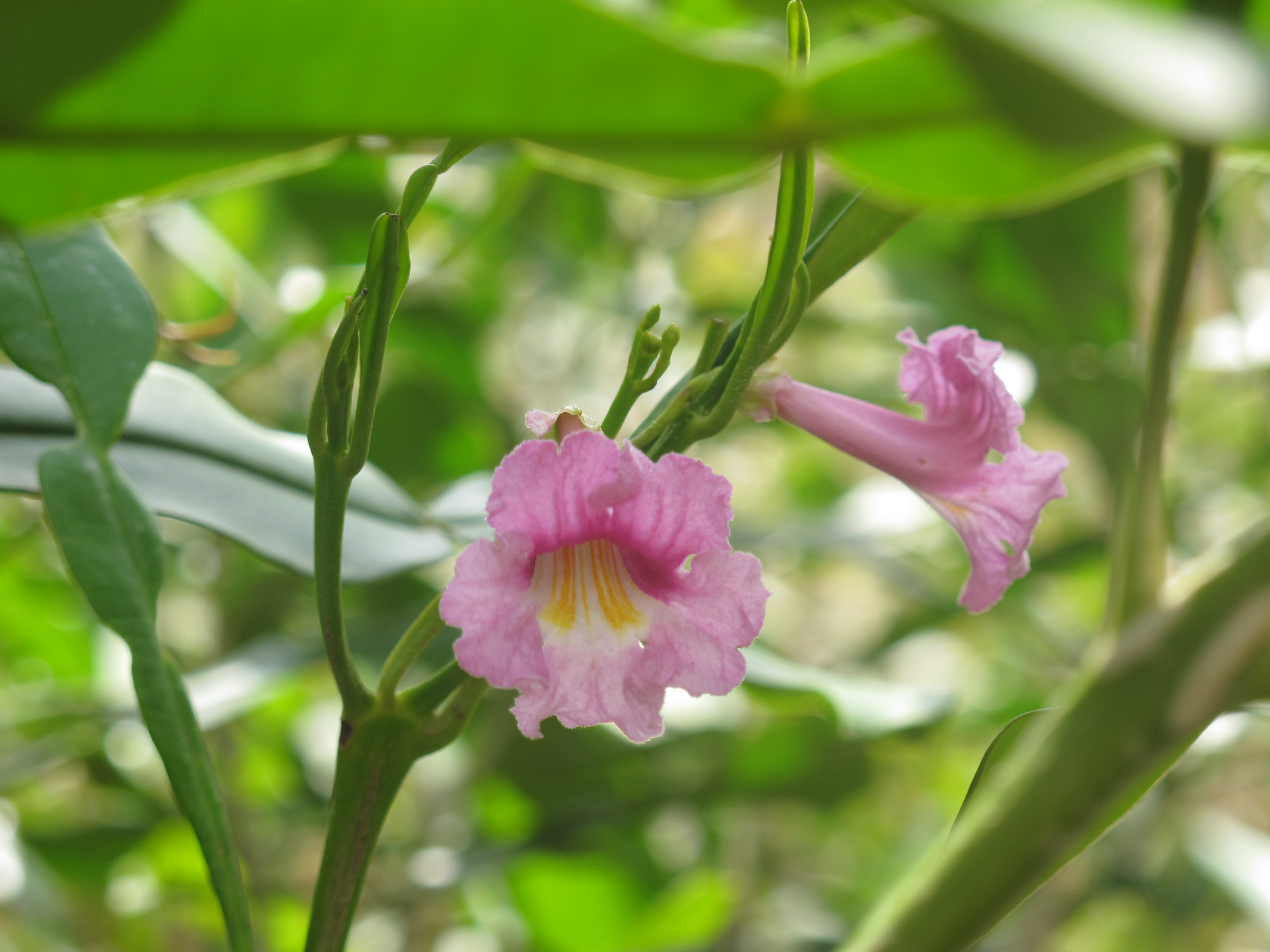
I fiori
Phyllarthron madagascariensis

- I fiori sono ermafroditi, zigomorfi e tetraciclici (ossia formati da 4 verticilli: calice– corolla – androceo – gineceo) e più o meno pentameri (ogni verticillo ha 5 elementi). In genere i fiori di questa tribù sono grandi e vistosi a forma tubulosa o campanulata.

- Formula fiorale: per queste piante viene indicata la seguente formula fiorale:

* K (5), [C (2 + 3), A (2 + 2 + 1)], G (2), supero, capsula
- Il calice, gamosepalo, è composto da 5 sepali connati terminanti in 5 denti. La forma del calice è campanulata o cupuliforme.

- La corolla, gamopetala, è composta da 5 petali connati a forma da tubulare a campanulata e con portamento diritto; la parte apicale della corolla in genere è bilabiata. In alcune specie i petali hanno una consistenza membranosa.

- L'androceo è formata da 4 stami didinami con antere monoteche (Colea eOphiocolea), oppure con due teche divaricate. I filamenti degli stami sono attaccati (adnati) al tubo corollino. Può essere presente un quinto stame sterile (staminoide). I granuli pollinici sono di vario tipo, in alcuni casi sono dispersi in tetradi o poliadi.

- Il gineceo ha un ovario supero bicarpellare (biloculare) con placentazione assile, ossia sono presenti due placente con un setto separatore centrale. Sono presenti anche ovari uniloculari con due placente parietali (Colea). Il nettare forma un anello discoide attorno all'ovario. Lo stilo è bilobato (a 2 stigmi sensitivi che si chiudono immediatamente a contatto con l'impollinatore). Gli ovuli sono da uno a numerosi e in genere di tipo anatropo; hanno un tegumento e sono tenuinucellati (con la nocella, stadio primordiale dell'ovulo, ridotta a poche cellule).

- I frutti sono delle bacche indeiscenti di tipo carnoso o raramente fibroso. I semi sono usualmente piatti e alati (per la dispersione anemocora), privi di endosperma. I cotiledoni sono profondamente bilobati.

## Riproduzione
- Impollinazione: l'impollinazione avviene tramite insetti come le api (impollinazione entomogama) oppure pipistrelli (impollinazione chirotterogama) oppure da lemuri impollinatori.
- Riproduzione: la fecondazione avviene fondamentalmente tramite l'impollinazione dei fiori (vedi sopra).

## Distribuzione e habitat
Le specie di questa tribù sono distribuite soprattutto in Africa e isole a oriente del continente (molte specie sono endemiche delle isole Madagascar, Mauritius e Seychelles) con habitat tropicali delle foreste umide dal livello del mare alle montagne.

## Tassonomia
La famiglia di appartenenza di questa tribù (Bignoniaceae) comprende circa 850 specie con oltre un centinaio di generi con una distribuzione soprattutto neotropicale (solo poche specie di questa famiglia: 2 - 3 sono presenti nella flora spontanea italiana). La tribù Coleeae è una delle otto tribù nella quale attualmente è suddivisa la famiglia e comprende 5 generi con circa 50 specie (21 generi e 140 specie secondo le ultime ricerche).

### Filogenesi

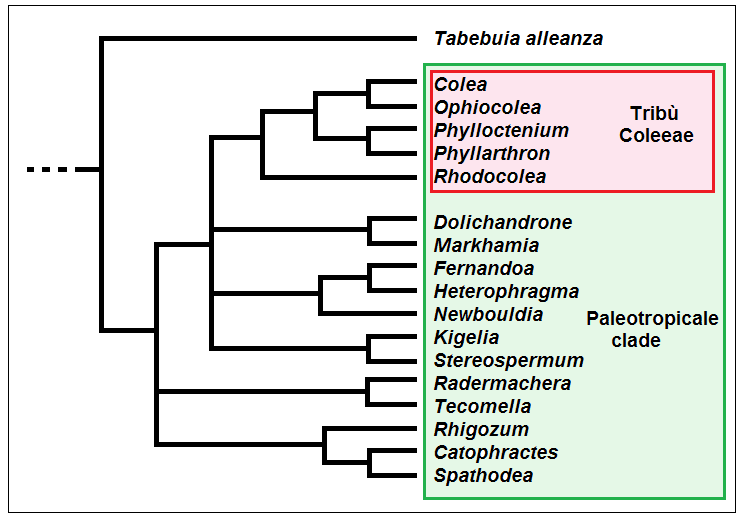
Cladogramma della tribù

Una recente ricerca di tipo filogenetico ha suddiviso la famiglia in 8 cladi principali. La tribù Coleeae ha una posizione centrale nella famiglia ed è "gruppo fratello" del clade "Tabebuia alleanza" a cui appartiene anche la tribù Crescentieae.
All'interno della tribù i generi Colea e Ophiocolea rappresentano il "core" del gruppo e sono "gruppo fratello" dei generi Phyllarthron e Phylloctenium, mentre Rhodocolea è in posizione basale. I generi della tribù sono monofiletici (come anche la tribù stessa) se il genere monospecifico Phylloctenium lo si include nel genere Phyllarthron. Con la tribù Crescentieae (geograficamente disgiunta) le Coleeae condividono una serie di caratteri unici nell'ambito della famiglia Bignoniaceae: la presenza di spine, foglie semplici, fiori caulini e frutti carnosi indeiscenti.
Coleeae è inserita nel "Clade paleotropicale" insieme ad altri 16 generi (con circa 100 specie) descritti in precedenza nella tribù Tecomeae (vedi tabella più sotto).
Il cladogramma a lato tratto dagli studi citati, e semplificato, mostra la struttura filogenetica sia della tribù che del "clade paleotropicale" (quest'ultimo solamente con alcuni generi esaminati) ad essa collegato.

### Descrizione dei generi della tribù
Elenco dei generi attualmente descritti all'interno della tribù.
| Genere                      | Nr. specie           | Distribuzione                      | Caratteri principali |
| --------------------------- | -------------------- | ---------------------------------- | --- |
| Colea Bojer ex Meisn., 1840 | 21                   | Madagascar, Mauritius e Seychelles | Portamento tipo arbustivo o arboreo (piccoli alberi) anche pachicaule; foglie verticillate imparipennate; infiorescenza tipo tirso con pochi fiori; calice cupuliforme; corolla bianca, gialla, rosa o malva con gola giallastra e rosso forte con forme da tubulari a campanulate; antere monoteche (un'altra teca è rudimentale e sterile) e con corti staminoidi; bacca corta, ovata e arrotondata. |
| Ophiocolea H. Perrier, 1938 | 5                    | Madagascar e isole Comore          | Portamento tipo piccoli alberi o arbustivo con pseudostipole verticillate; foglie verticillate imparipennate a 3-6 foglioline; infiorescenza con fiori caulini di tipo fascicolato-tirsoide; calice cupuliforme; corolla bianca, gialla o rosa, diritta con forme da tubulari a campanulate e petali membranosi; antere monoteche (un'altra teca è rudimentale e sterile) e con corti staminoidi; bacca cilindrica e molto allungata (20 – 50 cm).                                                          |
| Phyllarthron DC., 1839      | circa 15             | Madagascar e isole Comore          | Portamento tipo piccoli alberi o arbustivo senza pseudostipole; foglie opposte o verticillate consistenti in una serie lineare di segmenti articolati; infiorescenza ascellare o terminale tipo tirso; calice campanulato; corolla da bianca a rosa, diritta con forme da tubulari a campanulate e petali membranosi; antere a due teche divaricate; bacca con forme variabili e con superficie liscia. |
| Phylloctenium Baill., 1887  | 1 P. bernieri Baill. | Madagascar                         | Arbusti spinosi con minute pseudostipole verticillate; foglie opposte con lamina semplice e consistenza membranosa; infiorescenza ascellare tipo tirso con pochi fiori, oppure a fiori solitari; calice cupuliforme, troncato o con 5 minuti denti; corolla da bianca a gialla con guide del nettare colorate di purpureo o rosso-violetto, a portamento diritto con forme da tubulari a campanulate e petali membranosi; antere a due teche divaricate; bacca cilindrica elongata e con superficie liscia. |
| Rhodocolea Baill., 1887     | 7                    | Madagascar                         | Portamento tipo alberi allargati o arbusti senza pseudostipole; foglie opposte imparipennate con rachidi articolati; infiorescenza tipo tirso ascellare, terminale e caulina; calice campanulato; corolla da bianca a rosa con forme da tubulari a campanulate; antere a due teche divaricate; bacca cilindrica elongata e con superficie liscia e sei coste longitudinali. |

### Chiave dicotoma analitica
Per meglio comprendere ed individuare i generi della tribù, l'elenco seguente utilizza in parte il sistema delle chiavi analitiche (vengono cioè indicate solamente quelle caratteristiche utili a distingue una entità dall'altra).
- Gruppo 1A: le antere sono monoteche; la disposizione delle foglie è quasi sempre verticillata; sono presenti delle pseudostipole verticillate;

- Ophiocolea: l'ovario ha una forma elongata, cilindrica, liscia ed è biloculare; i frutti sono cilindrici e molto lunghi (20 - 50 cm); la distribuzione di queste piante è nel Madagascar.
- Colea: l'ovario ha una forma conico-ovata ed è corto e per lo più ricoperto da ghiandole, è uniloculare con due placente parietali; i frutti sono corti, ovati, arrotondati, subreniformi o raramente oblunghi ricoperti da verruche o con larghe e irregolari ali; la distribuzione di queste piante è nel Madagascar, Mauritius e Seychelles.

- Gruppo 1B: le antere hanno due teche; le foglie raramente sono verticillate, per lo più sono opposte;

- Gruppo 2A: le foglie sono sempre opposte e la lamina è imparipennata;

- Rhodocolea.

- Gruppo 2B: le foglie hanno la lamina semplice, oppure composta e articolata ed hanno un portamento opposto, verticillato e fascicolato;

- Phylloctenium: queste piante hanno un portamento arbustivo spinoso; i piccioli sono persistenti con consistenza da sclerificata a spinosa ed hanno un portamento opposto; le foglie sono decidue, semplici e membranose, quasi sempre intere, spesso con 2 - 4 paia di spine pseudofascicolati in posizione ascellare.
- Phylloctenium: queste piante hanno un portamento arboreo o arbustivo senza spine; le foglie sono persistenti composte da articolazioni sovrapposte, raramente sono ridotte ad una sola articolazione.

### Descrizione dei generi del "Clade Paleotropicale"
Elenco dei 16 generi che insieme a quelli della tribù Coleeae formano il "Clade Paleotropicale".
| Genere                             | Nr. specie                                          | Distribuzione                                                            |
| ---------------------------------- | --------------------------------------------------- | ------------------------------------------------------------------------ |
| Catophractes D.Don, 1839           | Una specie C. alexandri D. Don                      | Africa (subtropicale e meridionale)                                      |
| Dolichandrone (Fenzl.) Seem., 1862 | 10                                                  | Africa (orientale), Indomalesia, Australia (tropicale) e Nuova Caledonia |
| Fernandoa Welw. ex Seem., 1865     | 15                                                  | Africa, Madagascar, Cina (meridionale) e Asia (meridionale)              |
| Heterophragma DC., 1838            | 2                                                   | India e Asia (meridionale)                                               |
| Kigelia DC., 1838                  | Una specie K. africana (Lam.) Benth.                | Africa (tropicale)                                                       |
| Markhamia Seem. ex Baill., 1888    | 5                                                   | Africa (tropicale) e Asia (meridionale)                                  |
| Newbouldia Seem. ex Bureau, 1864   | Una specie N. laevis (P. Beauv.) Seem. ex Bureau    | Africa (tropicale-orientale)                                             |
| Pajanelia DC., 1838                | Una specie P. longifolia (Willd.) Schum.            | Indomalesia                                                              |
| Pauldopia Steenis, 1969            | Una specie P. ghorta (Buch.-Ham. ex G. Don) Steenis | India (nord-orientale) e Asia (sud-orientale)                            |
| Perichlaena Baill., 1888           | Una specie P. richardi Baill.                       | Madagascar                                                               |
| Radermachera Zoll. & Moritzi, 1855 | 15                                                  | Asia tropicale (sud-orientale)                                           |
| Rhigozum Burch., 1822              | 7                                                   | Etiopia, Somalia e Madagascar                                            |
| Santisukia Brummitt, 1992          | 2                                                   | Thailandia                                                               |
| Spathodea P.Beauv., 1805           | Una specie S. campanulata P. Beauv.                 | Africa (tropicale)                                                       |
| Stereospermum Cham., 1833          | 23                                                  | Africa e Asia tropicali                                                  |
| Tecomella Seem., 1863              | Una specie T. undulata (Sm.) Seem.                  | Arabia e India (occidentale)                                             |